# Molophilus tetragonus
Molophilus tetragonus är en tvåvingeart som beskrevs av Alexander 1934. Molophilus tetragonus ingår i släktet Molophilus och familjen småharkrankar. Inga underarter finns listade i Catalogue of Life.